# Ansitz Langenmantel

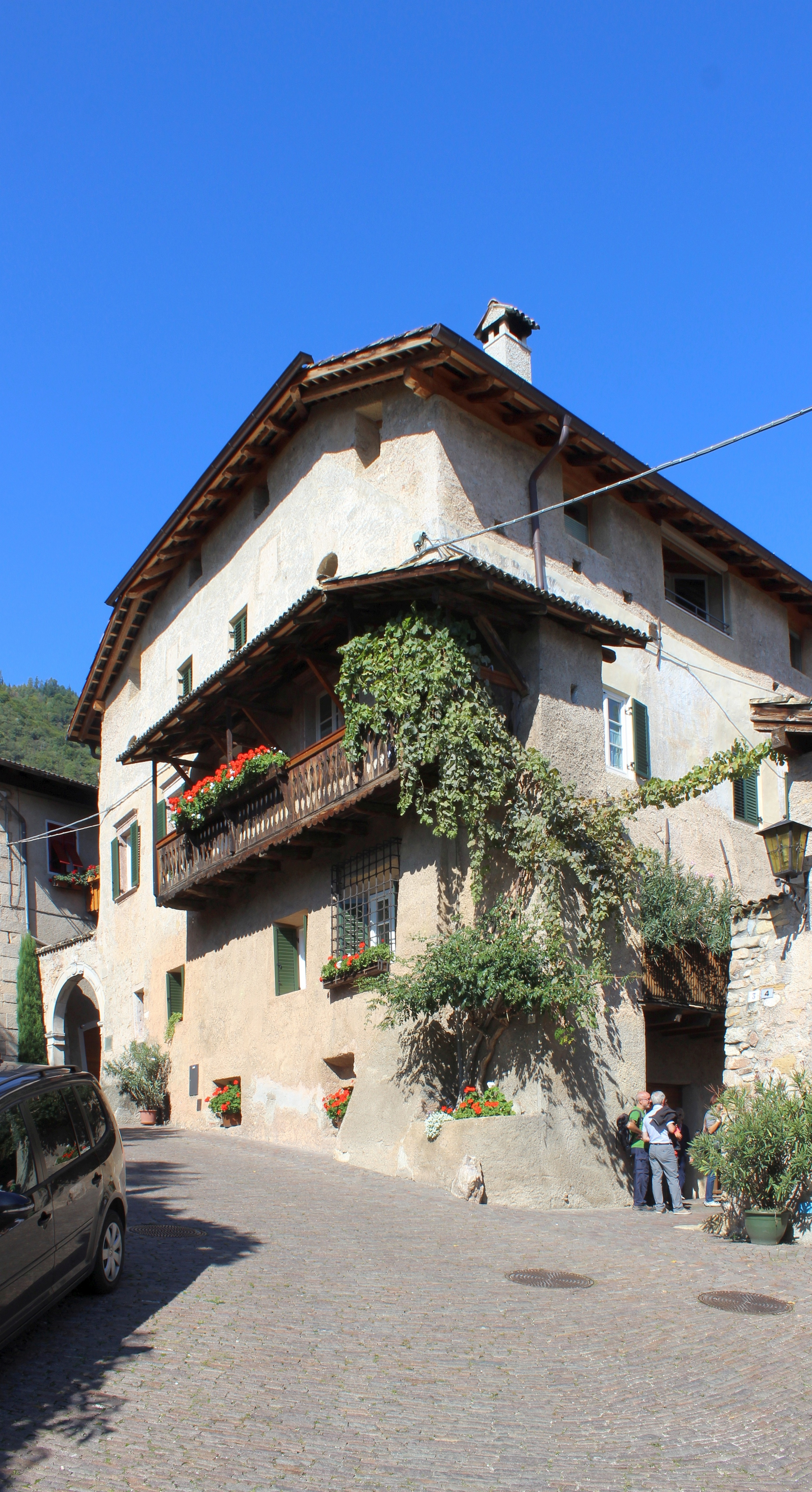
Der Ansitz Langenmantel in Tramin

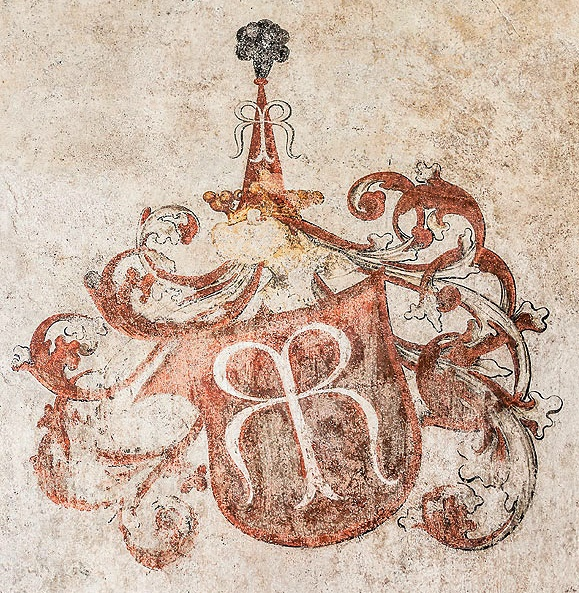
Das am Ansitz vorhandene Wappen der Langenmantel vom RR

Der Ansitz Langenmantel (auch Ansitz Langenmantl) ist ein frühneuzeitlicher Ansitz und seit 1977 geschütztes Baudenkmal der Gemeinde Tramin in Südtirol.

## Geschichte
Im Traminer Ortsviertel Betlehem an der Schneckenthaler Straße 6–12 gelegen, wird der Gebäudekomplex auch als Grafenhäuser bezeichnet. Dieser Name ist auf die Grafen von Spaur zurückzuführen, die das Anwesen im 18. Jahrhundert samt dem Ansitz Unterspaur besaßen. Der Bau geht jedoch auf den tirolischen Zweig der Augsburger Patrizierfamilie Langenmantel zurück, die bereits 1419 mit Gorig Langmantel … gesessen zw Tramynn im Südtiroler Unterland sesshaft waren.

## Beschreibung

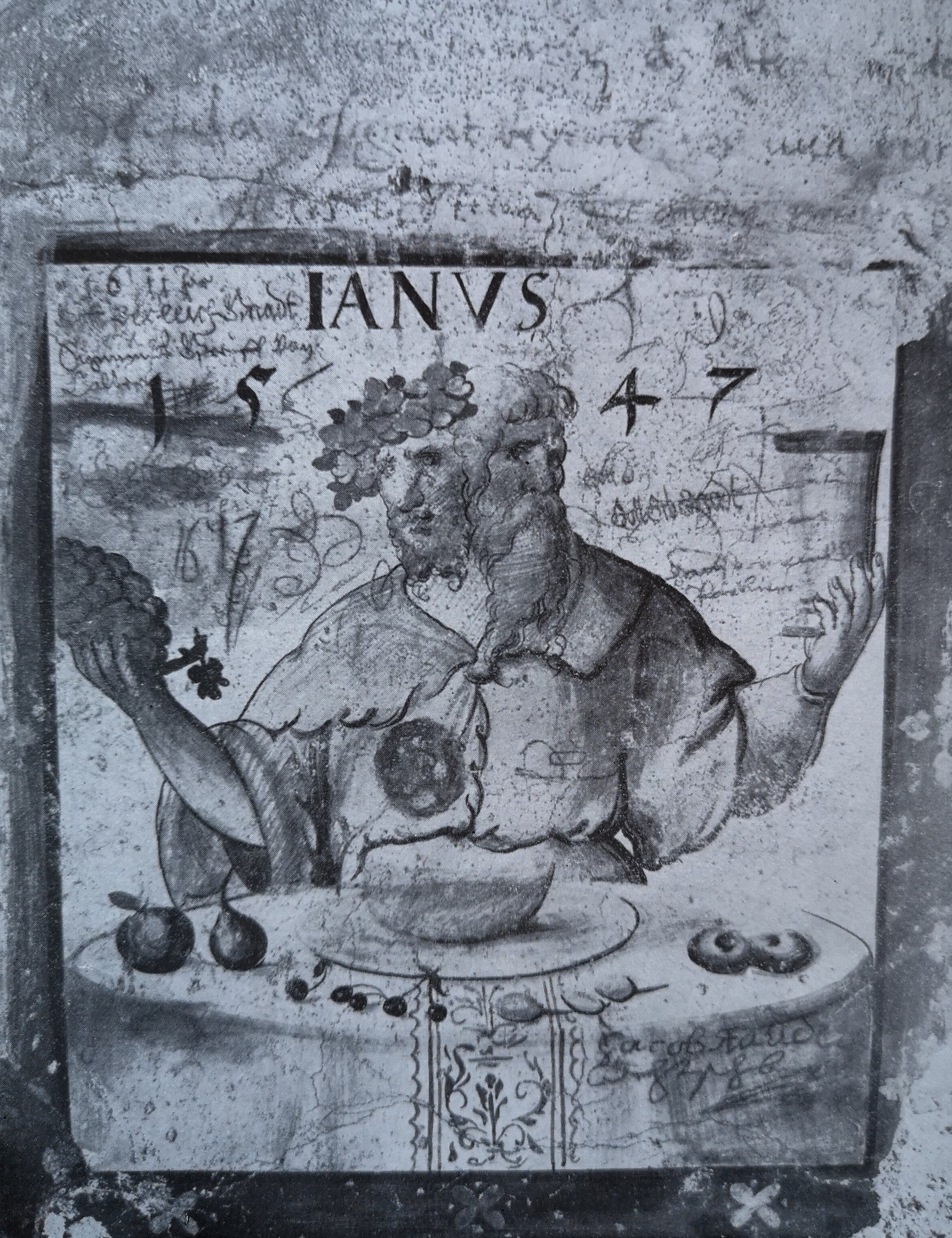
Janusdarstellung B. D. Riemenschneiders, datiert 1547, mit späteren Rötelinschriften

Das im Kern spätmittelalterliche Anwesen besteht aus mehreren Bauteilen, die teilweise Sichtmauerwerk mit unregelmäßigen Steinlagen und Eckquadern und am Hauptgebäude einen hölzernen Söller mit Aussägebrüstung aufweisen. Die steingerahmten Rechteckfenster sind zum Teil vergittert, die marmorgerahmte Rechtecktür ist mit einer Oberlichte und dem Familienwappen der Langenmantel vom RR versehen. Neben einem Stadeleinbau springt ein turmartig erhöhter Trakt hervor, der im Dachgeschoss in der Trinkstube mit Wandmalereien von Bartlmä Dill Riemenschneider aus dem Jahr 1547 ausgestattet ist, die antike Figuren mit Beischriften über einem Teppichmuster zeigen. Am Hoftorbogen des Ansitzes ist das Wappenschild der Langenmantel angebracht, quadrierter Verputz. Ein zweiter Hof des Ansitzes wird nach Osten von einem Schmalbau abgrenzt.